# Padina (Kovačica)
Pour les articles homonymes, voir Padina.
Padina (en serbe cyrillique : Падина ; en hongrois : Nagylajosfalva) est une localité de Serbie située dans la province autonome de Voïvodine. Elle fait partie de la municipalité de Kovačica dans le district du Banat méridional. Au recensement de 2011, elle comptait 5 517 habitants.
Padina est officiellement classé parmi les villages de Serbie.

## Démographie

### Évolution historique de la population
| 1948  | 1953  | 1961  | 1971  | 1981  | 1991  | 2002  | 2011  |
| ----- | ----- | ----- | ----- | ----- | ----- | ----- | ----- |
| 5 309 | 5 654 | 6 197 | 6 362 | 6 367 | 6 076 | 5 760 | 5 517 |

|  |